# Hebeloma monticola
Hebeloma monticola är en svampart som tillhör divisionen basidiesvampar, och som beskrevs av Jan Vesterholt. Hebeloma monticola ingår i släktet fränskivlingar, och familjen buktryfflar. Arten är reproducerande i Sverige.